# Вествуд Хилс (Канзас)
Вествуд Хилс (енгл. Westwood Hills) град је у америчкој савезној држави Канзас.

## Демографија
По попису из 2010. године број становника је 359, што је 19 (-5,0%) становника мање него 2000. године.
| Група             | 2000.       | 2010.       |
| Белци             | 351 (92,9%) | 329 (91,6%) |
| Афроамериканци    | 6 (1,6%)    | 6 (1,7%)    |
| Азијати           | 12 (3,2%)   | 7 (1,9%)    |
| Хиспаноамериканци | 4 (1,1%)    | 11 (3,1%)   |
| Укупно            | 378         | 359         |